# Aeshna clepsydra
Aeshna clepsydra är en trollsländeart som beskrevs av Thomas Say 1839. Aeshna clepsydra ingår i släktet mosaiktrollsländor, och familjen mosaiktrollsländor. IUCN kategoriserar arten globalt som livskraftig. Inga underarter finns listade i Catalogue of Life.